# La Grande-Paroisse
La Grande-Paroisse település Franciaországban, Seine-et-Marne megyében. Lakosainak száma 2899 fő (2022. január 1.). La Grande-Paroisse Valence-en-Brie, Varennes-sur-Seine, Vernou-la-Celle-sur-Seine, Ville-Saint-Jacques, Forges, Montereau-Fault-Yonne és Moret-Loing-et-Orvanne községekkel határos.

## Népesség
A település népességének változása:
| Lakosok száma | 2696 | 2749 | 2807 | 2786 | 2809 | 2833 | 2886 | 2873 | 2899 |
|               | 2013 | 2015 | 2016 | 2017 | 2018 | 2019 | 2020 | 2021 | 2022 |